# 长安华溪蟹
长安华溪蟹（学名：Sinopotamon changanense）为溪蟹科华溪蟹属的动物。在中国大陆，分布于陕西、河南等地，主要栖息于淡水环境。该物种的模式产地在陕西长安。